# François Saussus
François Saussus, né à Saint-Mard le 8 novembre 1959, est un homme politique belge, membre d'Ecolo.
Il est assistant social et artisan en bâtiment.

## Carrière politique
- Député belge du 18 janvier 1995 au 12 avril 1995, en remplacement de Henri Simons, démissionnaire.